# Catasetum (genre)
Pour les articles homonymes, voir Catasetum.
Genre
Classification phylogénétique
Catasetum est un genre d'orchidées épiphytes d'Amérique du Sud comptant plus de 160 espèces.

## Étymologie
Le nom de Catasetum vient du grec cata = bas et du latin setum = soie, à cause de deux appendices en forme de soies sur les fleurs mâles de la plupart des espèces.

## Description
Le genre Catasetum présente des pseudobulbes larges, en forme de cigare, et regroupés. 
Les feuilles sont gris sur le dessus.

## Conservation
Certaines espèces sont menacées du fait de la déforestation.

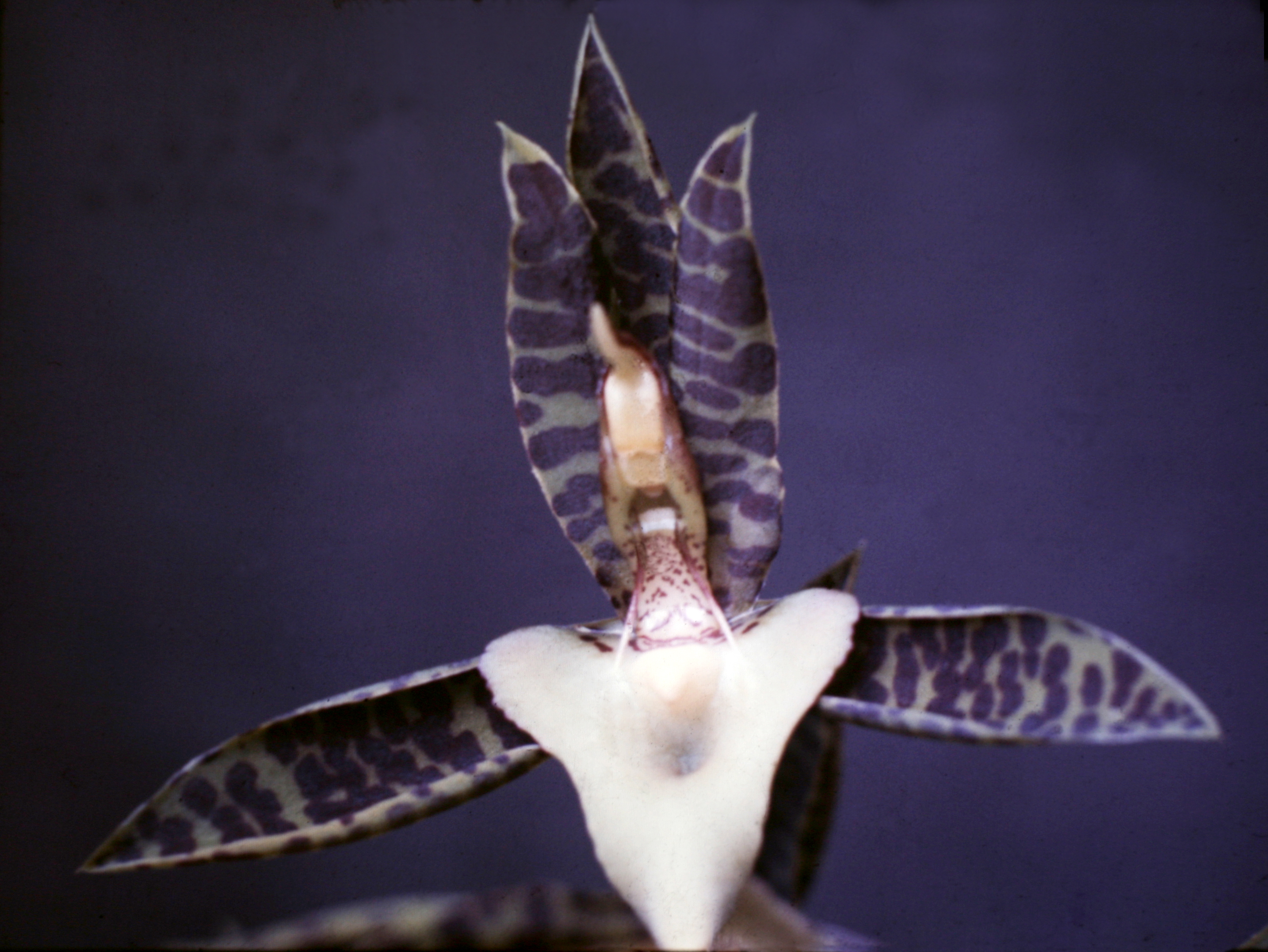
Catasetum deltoideum

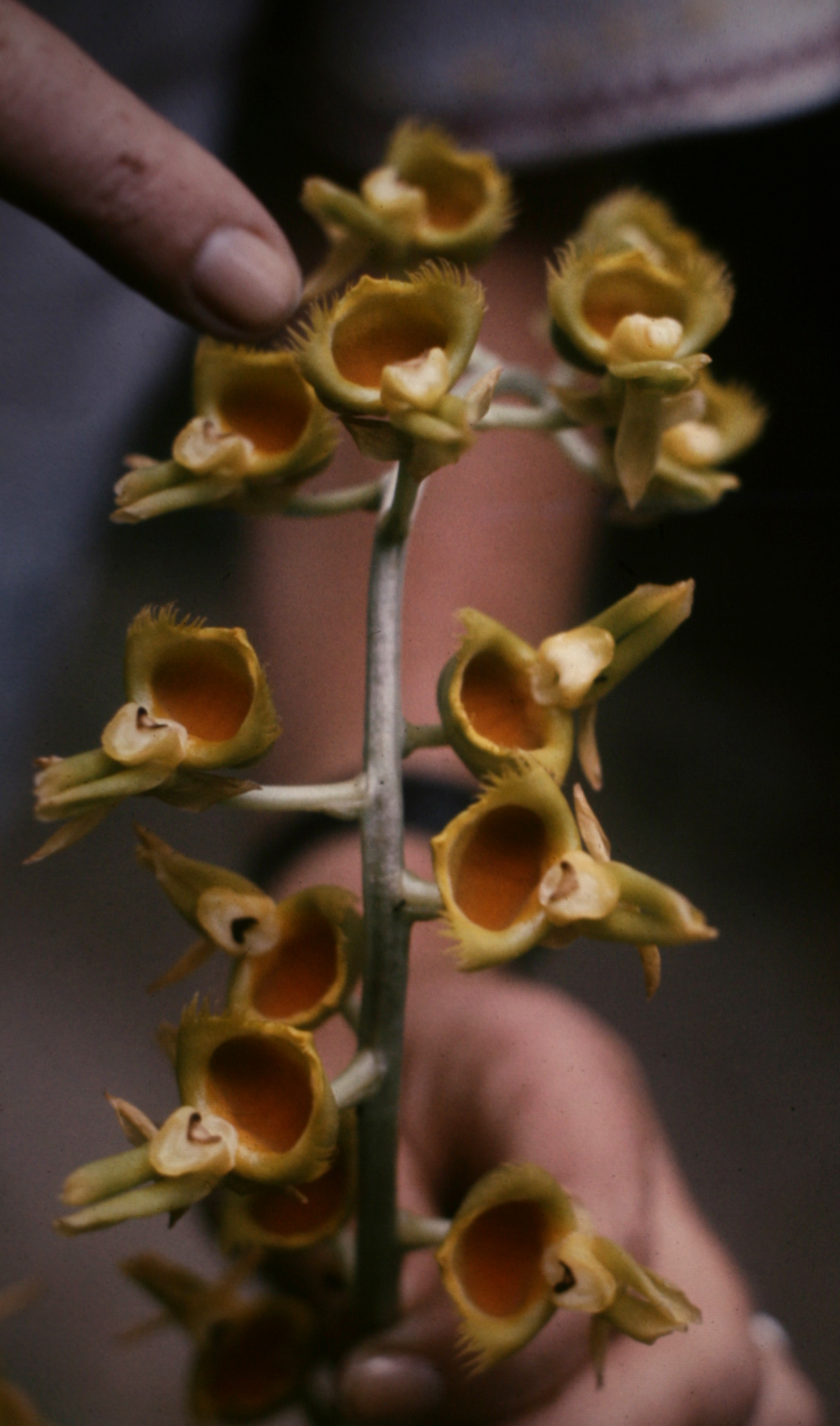
Catasetum discolor

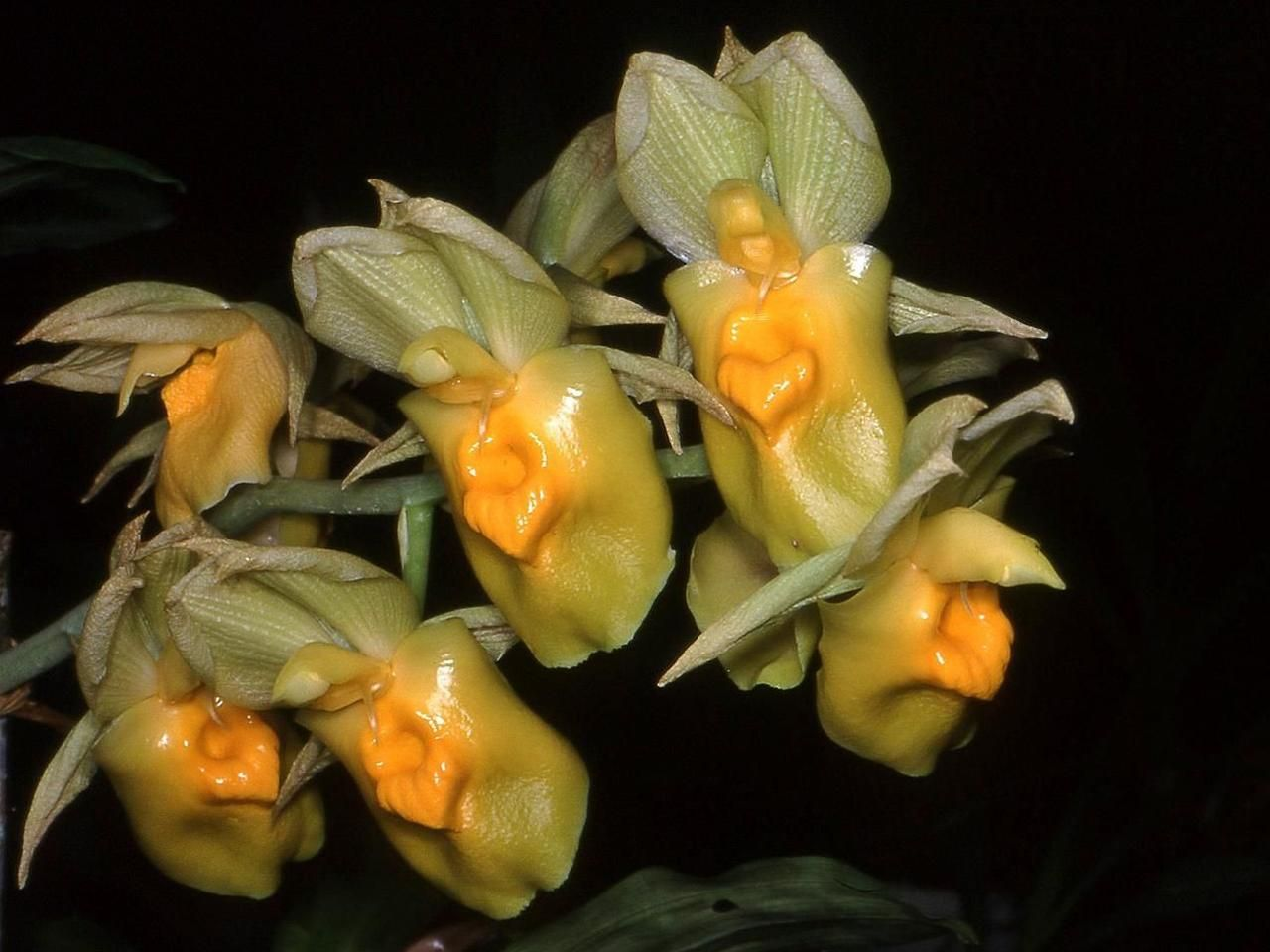
Catasetum expansum

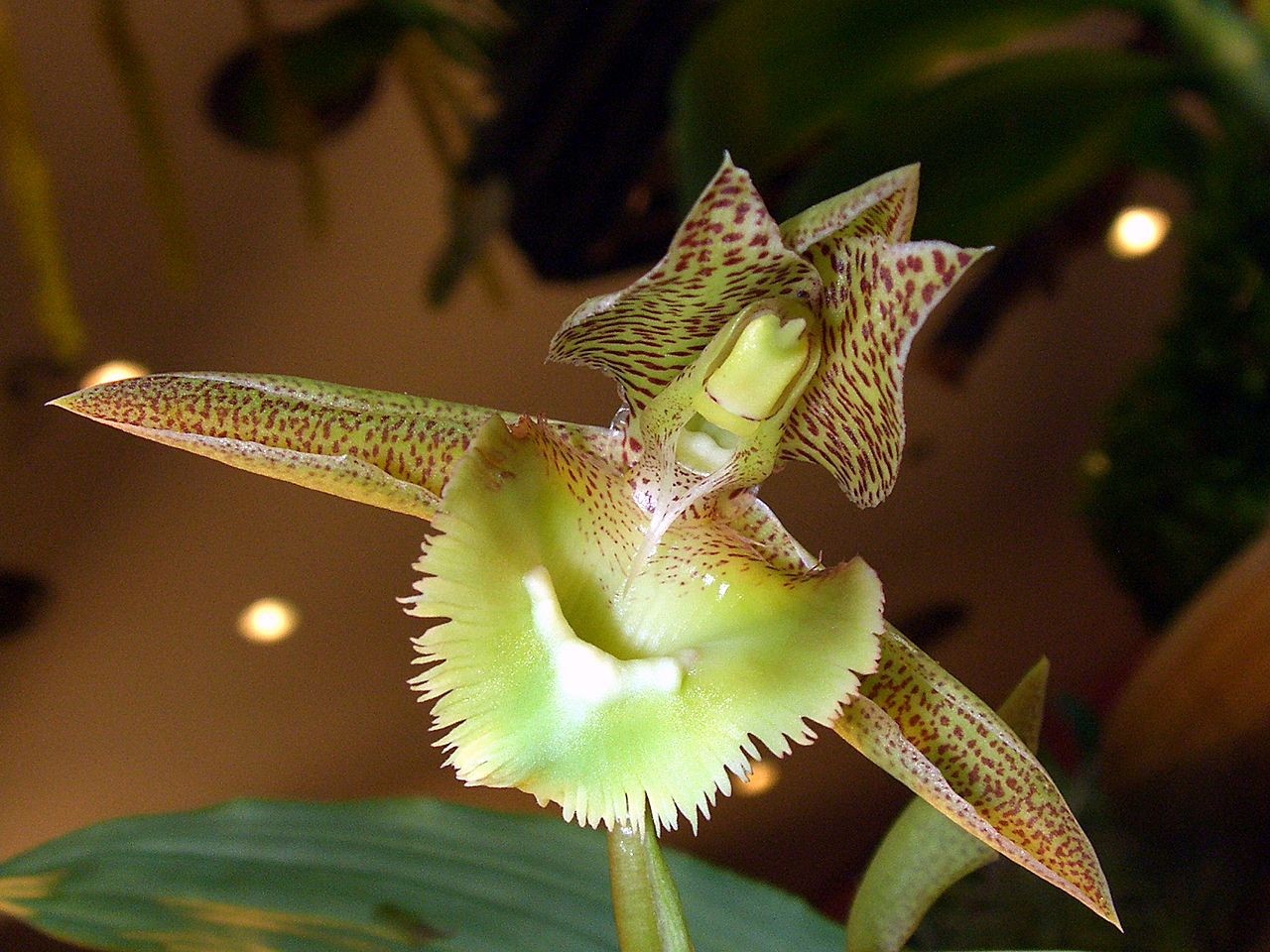
Catasetum fimbriatum

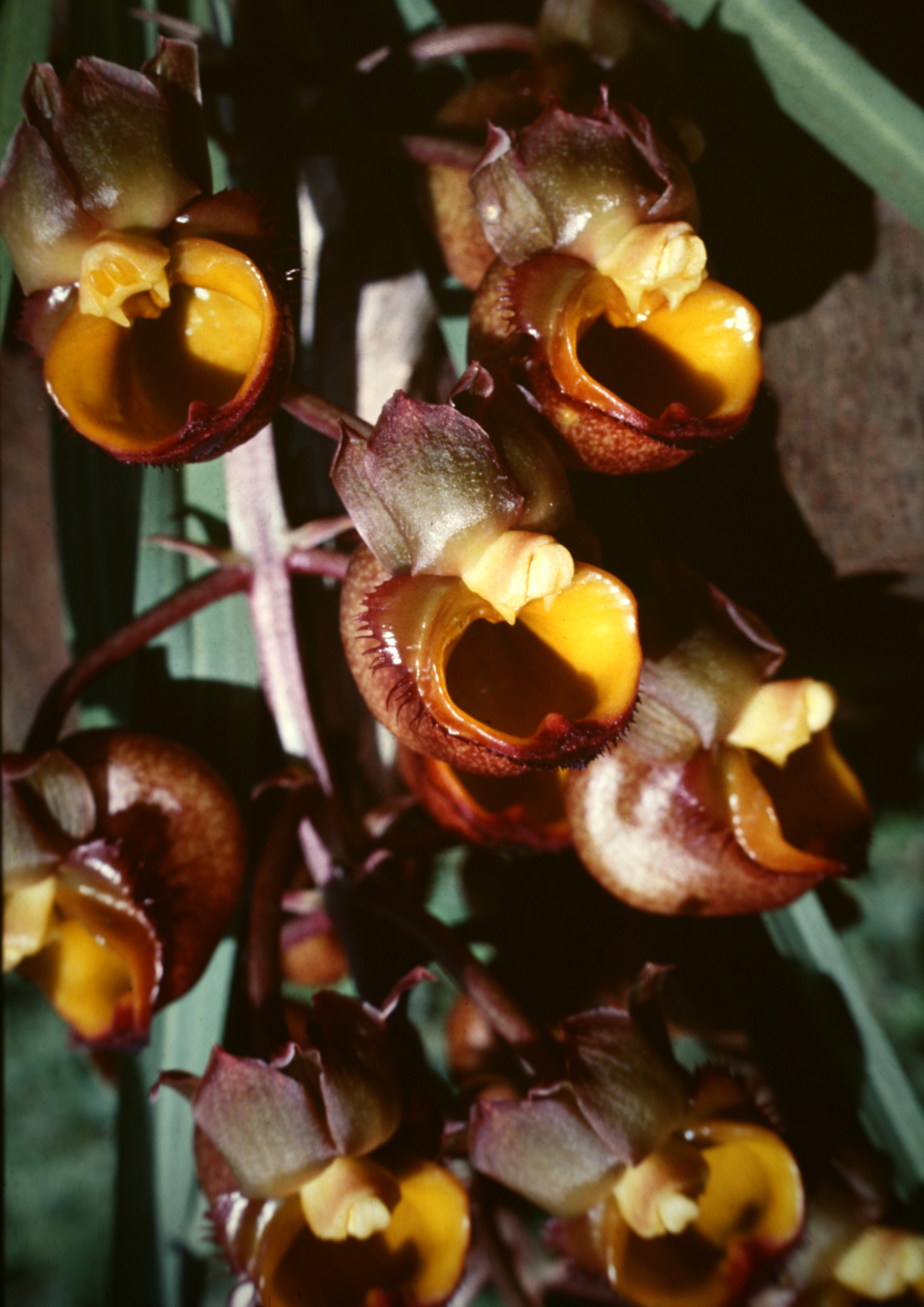
Catasetum longifolium

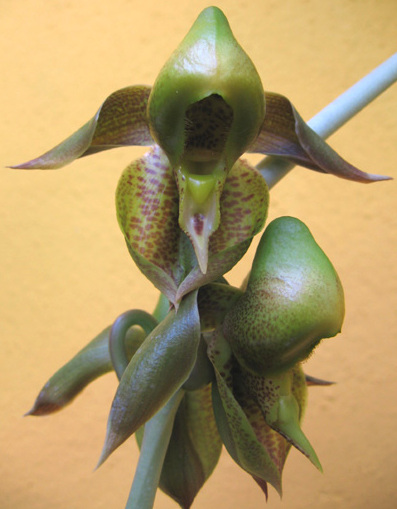
Catasetum maculatum

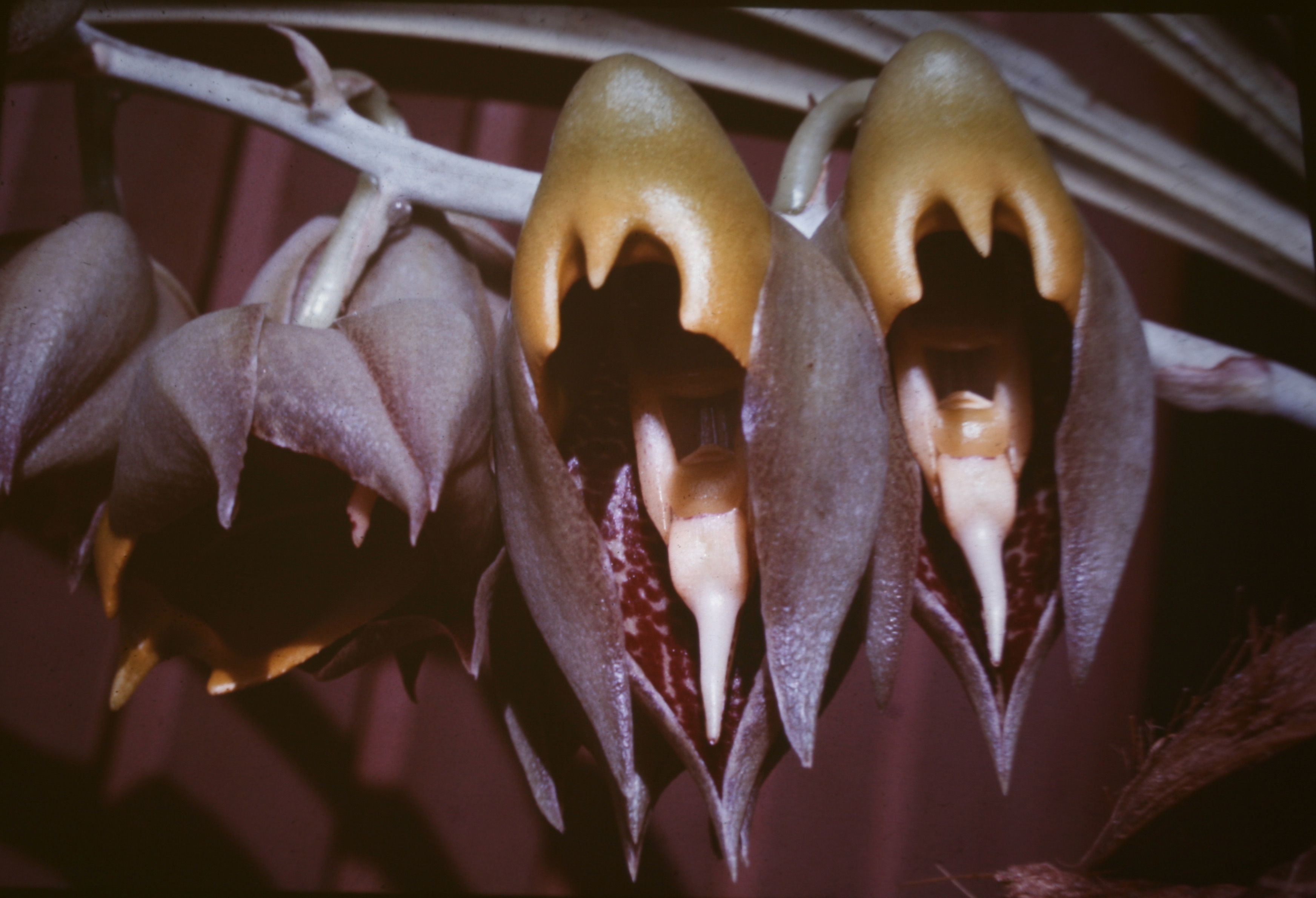
Catasetum macrocarpum

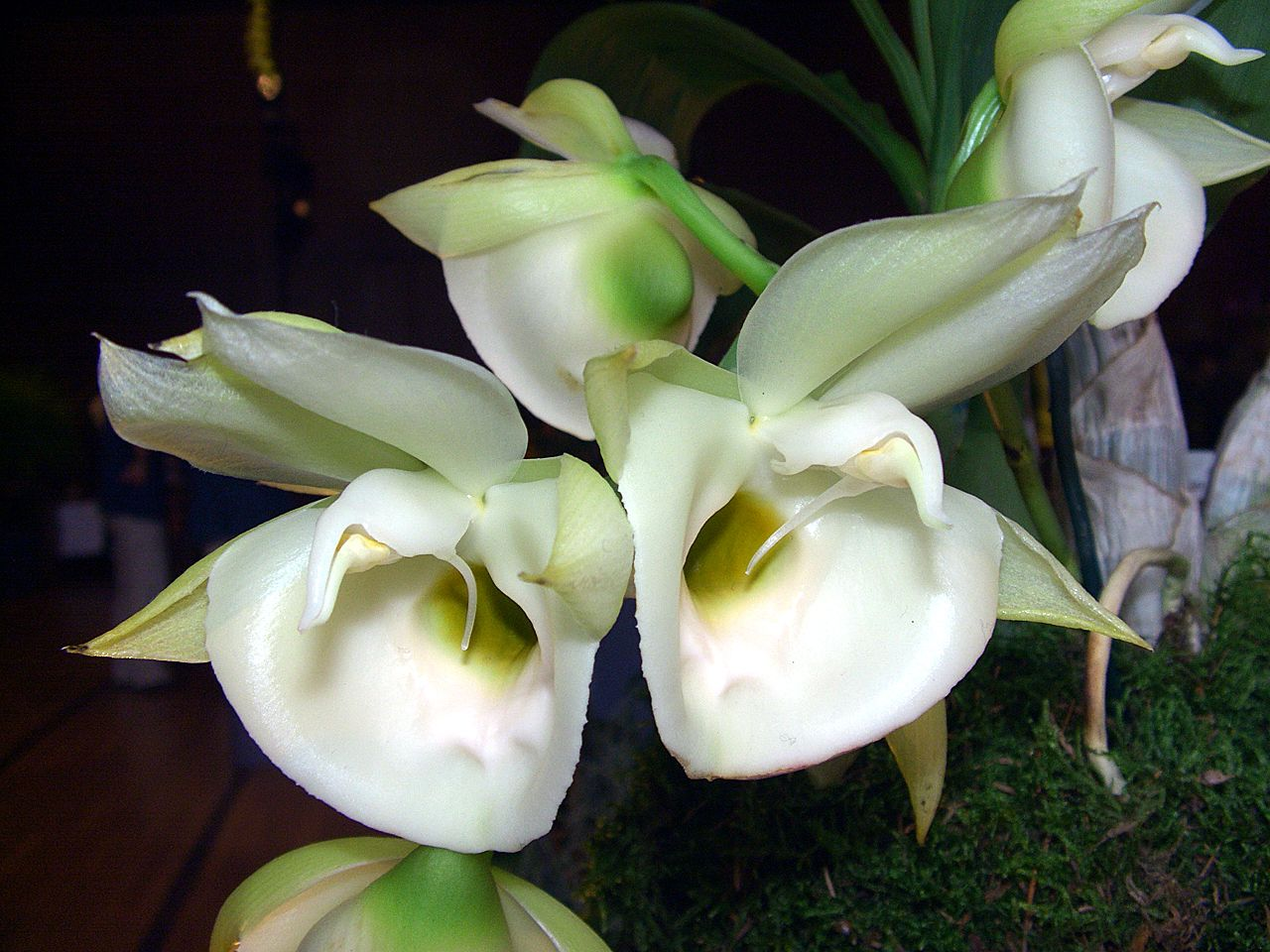
Catasetum pileatum

## Liste d'espèces
- Catasetum aculeatum (Brazil)
- Catasetum adremedium (Perou)
- Catasetum alatum (Brésil)
- Catasetum albovirens (Brésil)
- Catasetum albuquerquei (Brésil)
- Catasetum apertum
- Catasetum arachnoideum (N. Brésil).
- Catasetum arietinum (Brésil).
- Catasetum aripuanense (Brésil).
- Catasetum ariquemense (Brésil)
- Catasetum atratum (Brésil).
- Catasetum barbatum (Trinidad - Vénézuela).
- Catasetum bergoldianum (Venezuela).
- Catasetum bicallosum (S. du Vénézuela).
- Catasetum bicolor : (de Colombie au sud du Venezuela)
- Catasetum bifidum (Brésil)
- Catasetum blackii (Brésil)
- Catasetum blepharochilum (Colombie).
- Catasetum boyi (Brésil).
- Catasetum brichtae (Brésil) .
- Catasetum cabrutae (Vénézuela).
- Catasetum callosum : (Amérique du S. trop. ).
- Catasetum carolinianum (Brésil).
- Catasetum carrenhianum (Brésil).
- Catasetum carunculatum (Perou).
- Catasetum cassideum (SE. Vénézuela - N. Brésil).
- Catasetum caucanum (Colombie).
- Catasetum caxarariense (Brésil).
- Catasetum cernuum : (Trinidad - Brésil).
- Catasetum charlesworthii (Venezuela).
- Catasetum cirrhaeoides : (Brésil).
- Catasetum cochabambanum (Bolivie).
- Catasetum collare (Vénézuela - N. Brésil).
- Catasetum colossus (N. Brésil).
- Catasetum complanatum (Brésil) .
- Catasetum confusum : (Brésil).
- Catasetum coniforme (Pérou).
- Catasetum cotylicheilum (Pérou).
- Catasetum crinitum (N. Brésil).
- Catasetum cristatum : (N. Brésil).
- Catasetum cucullatum (Brésil).
- Catasetum decipiens (Vénézuela).
- Catasetum deltoideum (Guianas).
- Catasetum denticulatum : (Brésil).
- Catasetum discolor :
- Catasetum × dunstervillei ( = C. discolor × C. pileatum) (Vénézuela).
- Catasetum dupliciscutula (Bolivie).
- Catasetum expansum : (Équateur).
- Catasetum fernandezii (Pérou).
- Catasetum ferox (S. Venezuela - Brésil).
- Catasetum fimbriatum :
- Catasetum finetianum (Colombie).
- Catasetum franchinianum (Brésil).
- Catasetum fuchsii (Bolivie).
- Catasetum galeatum (Brésil).
- Catasetum galeritum (N. Brésil).
- Catasetum georgii (N. Brésil).
- Catasetum gladiatorium (Brésil)
- Catasetum globiflorum : (Brésil)
- Catasetum gnomus : (S. Vénézuela - N. Brésil)
- Catasetum gomezii (Vénézuela).
- Catasetum × guianense (= C. longifolium × C. macrocarpum) (Guyane).
- Catasetum hillsii (Pérou).
- Catasetum hoehnei (Brésil)
- Catasetum hookeri (Brésil)
- Catasetum incurvum : (Équateur - Pérou).
- Catasetum integerrimum : (Mexique - Panama)
- Catasetum interhomesianum (Bolivie).
- Catasetum × intermedium (Brésil).
- Catasetum × issanensis(= C. longifolium × C. pileatum) (Brésil).
- Catasetum japurense (N. Brésil).
- Catasetum jarae : (Pérou).
- Catasetum juruenense : (Brésil).
- Catasetum justinianum (Bolivie).
- Catasetum kempfii (Bolivie).
- Catasetum kleberianum : (Brésil)
- Catasetum kraenzlinianum (N. Brésil).
- Catasetum laminatum : (Mexique).
- Catasetum lanceatum (Brésil) .
- Catasetum lanxiforme (Pérou).
- Catasetum lehmannii (Colombie)
- Catasetum lemosii (N. Brésil).
- Catasetum lindleyanum (Colombia).
- Catasetum linguiferum (N. Brésil).
- Catasetum longifolium (N. Brésil).
- Catasetum longipes (Brésil) .
- Catasetum lucis (Colombie).
- Catasetum luridum : (Trinidad & Tobago - N. Argentine).
- Catasetum macroglossum : (Équateur).
- Catasetum maculatum  : (Honduras - Vénézuela).
- Catasetum maranhense (NE. Brésil).
- Catasetum maroaense (Vénézuela).
- Catasetum matogrossense (Brésil)
- Catasetum meeae (N. Brésil).
- Catasetum mentosum (N. Brésil).
- Catasetum merchae (Venezuela).
- Catasetum micranthum (Brésil) .
- Catasetum microglossum (Équateur - Pérou).
- Catasetum mojuense (Brésil)
- Catasetum monodon (Brésil
- Catasetum monzonense (Pérou).
- Catasetum moorei : (Pérou).
- Catasetum multifidum (Brésil).
- Catasetum multifissum (Pérou).
- Catasetum nanayanum (Pérou).
- Catasetum napoense (Équateur - Pérou).
- Catasetum naso : (Colombie - Vénézuela).
- Catasetum ochraceum : (Colombie).
- Catasetum ollare (N. Brésil).
- Catasetum ornithoides (N. Brésil).
- Catasetum osakadianum (Brésil).
- Catasetum osculatum (Brésil) .
- Catasetum palmeirinhense (Brésil).
- Catasetum parguazense : (Venezuela).
- Catasetum pendulum : (Mexique).
- Catasetum peruvianum (Pérou).
- Catasetum pileatum : (Trinidad - Équateur).
- Catasetum planiceps (Colombie - Brésil).
- Catasetum platyglossum (Colombie).
- Catasetum pleidactylon (Pérou).
- Catasetum × pohlianum(= C. hookeri × C. trulla) (Brésil)
- Catasetum poriferum (Guyane).
- Catasetum pulchrum (Brésil).
- Catasetum punctatum (Brésil).
- Catasetum purum : (Brésil)
- Catasetum purusense (Pérou)
- Catasetum pusillum (Pérou)
- Catasetum randii (Brésil).
- Catasetum regnellii (Brésil).
- Catasetum reichenbachianum (N. Brésil).
- Catasetum richteri (Brésil)
- Catasetum ricii (Bolivie).
- Catasetum rigidum (Brésil).
- Catasetum rivularium (Brésil).
- Catasetum rohrii (S. Brésil).
- Catasetum rolfeanum (N. Brésil).
- Catasetum rondonense (Brésil)
- Catasetum rooseveltianum : (Brésil)
- Catasetum × roseoalbum (Guyane).
- Catasetum saccatum :
- Catasetum samaniegoi (Équateur).
- Catasetum sanguineum : (Colombie - Vénézuela).
- Catasetum schmidtianum : (Brésil).
- Catasetum schunkei (Pérou).
- Catasetum schweinfurthii (Pérou).
- Catasetum seccoi (Brésil).
- Catasetum semicirculatum (Brésil).
- Catasetum socco ((SE. Brésil).
- Catasetum × sodiroi (= C. expansum × C.macroglossum) (Équateur).
- Catasetum spitzii : (Brésil).
- Catasetum splendens (Vénézuela - N. Brésil).
- Catasetum stenoglossum (N. Brésil).
- Catasetum stevensonii (Équateur - Pérou).
- Catasetum tabulare : (Colombie).
- Catasetum taguariense (Brésil).
- Catasetum × tapiriceps (N. Brésil).
- Catasetum taquariense (WC. Brésil).
- Catasetum tenebrosum : (Équateur - Pérou).
- Catasetum tenuiglossum (Pérou).
- Catasetum thompsonii (Guyane).
- Catasetum tigrinum : (Brésil).
- Catasetum transversicallosum (Pérou).
- Catasetum trautmannii (Pérou).
- Catasetum tricolor (Guatemala).
- Catasetum tricorne (Colombie).
- Catasetum triodon (S. Brésil).
- Catasetum tuberculatum (Équateur - Pérou).
- Catasetum tucuruiense (Brésil).
- Catasetum uncatum (Brésil) .
- Catasetum variabile (Brésil).
- Catasetum vinaceum (WC. Brésil).
- Catasetum viridiflavum : (Mexique - Panama).
- Catasetum × wendlingeri (Vénézuela - Guyane).
- Catasetum yavitaense (Vénézuela).